# Williamsova

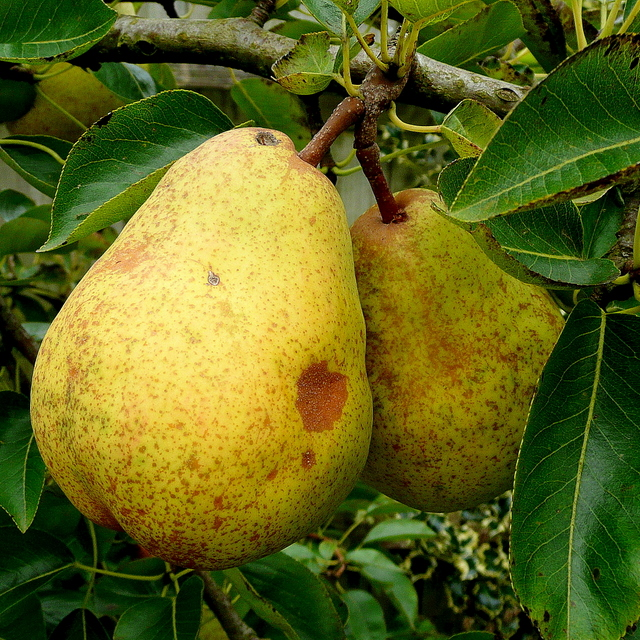

Williamsova (Pyrus communis 'Williamsova') je ovocný strom, kultivar druhu hrušeň obecná z čeledi růžovitých. Plody jsou řazeny mezi odrůdy letních hrušek, sklízí se tvrdé v srpnu, ke konzumaci dozrávají nejpozději v září, v chladírně jsou skladovatelné 2 měsíce.

## Historie

### Původ
Byla vyšlechtěna v Anglii ve 2. polovině 18. století. V USA se pěstuje i pod názvem 'Bartlett pear'. V ČR povolena v roce 1954. Odrůda je křížencem odrůd 'Pařížanka' a 'Charneuská'.

## Vlastnosti
Odrůda je cizosprašná. Vhodnými opylovači jsou odrůdy Konference, Boscova lahvice, Charneuská, není opylována Avranšskou.

### Růst
Růst odrůdy je střední, později slabý. Habitus koruny je široce pyramidální.

## Plodnost
Plodí časně, hojně a pravidelně.

## Plod
Plod je různý co do tvaru, střední až velký. Slupka hladká, žlutozeleně, později žlutě zbarvená s červeným líčkem. Dužnina je bílá, se sladce navinulou chutí, aromatická, výborná.

## Choroby a škůdci
Odrůda je považována za málo odolnou proti strupovitosti ve vlhkých oblastech a je středně napadána rzivostí. Je středně náchylná (26,1 – 60,0 % napadených) vůči spále růžovitých.

## Použití
Odrůdu lze použít do středních a teplých poloh, do živných půd dostatečně zásobených vodou.